# Cheikha Djénia
Cheikha Djénia (en arabe : الشيخة الجنية), de son vrai nom Fatna Mébarki (en arabe : فاطنة مباركي), née en 1954 à Marhoum, un village agro-pastoral du sud de la wilaya de Sidi Bel Abbès et pas loin de Saïda en Algérie et décédée le 1er avril 2004 dans la région de Sidi Bel Abbès, est une chanteuse algérienne de raï traditionnel et de bédoui, un genre musical traditionnel de la campagne oranaise.
Son nom de scène est composé de Cheikha qui veut dire Maîtresse au sens propre du terme, et Djénia qui est le nom féminin de djinn ou démon et qui veut dire « Diablesse (brillante) » au sens figuré du terme car en plus de sa voix rauque, elle avait un immense talent d'interprétation des chansons.

## Biographie
Cheikha Djénia est née en 1954 à Marhoum, un village proche de Saïda. Très jeune, elle est contrainte de se marier, mais à 17 ans, elle fuit le domicile conjugal. Elle fait ses débuts artistiques dans les années 1970 en animant des mariages et des soirées. Sa musique est pure traditionnelle, accompagnée de flûtistes de renom tels que cheikh Sammouri, cheikh Atou, Mohamed Mir et Mohamed El-Ksasbi. Elle chante le raï traditionnel mais surtout le bedoui oranais, deux styles typiques d'Oranie.
Dans ce milieu elle rencontrera Zouaoui Kis-Khannous, greffier au tribunal de métier le jour mais aussi un parolier et berrah (dédicateur et animateur de soirée) le soir, qui deviendra son mari et avec qui elle aura 5 enfants.
Au milieu des années 1980, elle modernise son style qui va la faire entrer dans une nouvelle ère de succès. Elle animera plusieurs grandes soirées dans l'ouest algérien et aussi des concerts internationaux notamment en Europe.
Malgré le succès, Cheikha Djénia a traversé pas mal d'épreuves dans sa vie, connaissant des contraintes surtout dues à la censure politique et médiatique de ce style de musique qui était gênant car il ne concordait pas aux principes sociaux et éducationnels du pays. En 2003, une tragédie s'abat sur la chanteuse avec la mort subite de son mari.
Cheikha Djénia (el Hakania bint Saïda qui veut dire la « vraie, la fille de Saïda ») comme elle est appelée et ça pour la différencier à Cheikha Djénia Sghira qui veut dire la petite (ou la jeune) qui a repris son nom et son style pour perpétuer la maîtresse. Elle décède en 2004 à la suite d'un accident de voiture sur la route reliant Sidi Bel Abbès à Tlemcen, entre les localités de Ben Badis et Aïn Tallout.

## Carrière
Dès son jeune âge, Fatna Mébarki était obnubilée par des chanteurs algériens et arabes tels que Cheikha Remitti, Farid El Atrache, Abdelhalim Hafez et Oum Kalthoum, elle quittera le domicile familial et conjugal à 17 ans, à la suite d’un mariage forcé. Elle est remarquée par Cheikh Aïssa, un chanteur et musicien de bédoui, elle se produira à ses côtés pour ses débuts artistiques en faisant des soirées de mariages, des cérémonies de circoncision et autres.
En 1970, elle signera son premier album sous l'impulsion de Hadj Mazou, un autre chanteur de bédoui, qui la baptisera Djénia (« La diablesse ») en raison de sa voix rauque et de son talent de chanteuse . Elle s'impose dès 1987, en duo avec Cheb Abdelhak, une ancienne star de raï, dans les années 1980 et 1990, grâce au titre Rah igabèr (Il est en train de draguer), mais avec un nouveau style plus moderne, le raï synthétique.
Durant sa longue carrière, Djénia s’est illustrée avec des hits comme Kayen Rabi, Ha Nounou, Trig Bidou, Kin Dir Ouan Dirleh, Dertou fina Djournan, Trab el Ghadar. Ses chansons ont été reprises bien après par beaucoup de stars du raï actuel. Djénia était la digne héritière de Cheikha Remitti. Créon Music a sorti à son honneur un coffret de trois CD intitulé Souvenirs, à la fin de l'année 2004. Virginie Lou lui a consacré un ouvrage en 2000 intitulé Djenia et le raï publié chez Gallimard Jeunesse et accompagné d'un CD audio.

## Honneurs
Elle a été honorée plusieurs fois au niveau national et international .

## Discographie
Durant sa carrière, Cheikha Djénia a produit plusieurs albums dont ceux:

### Albums
- 1987 : Rah igabèr (avec Cheb Abdelhak) - Éditions MK7
- 1987 : Khouya maydjich - CMD
- 1988 : Ala mahanti nesker - CMD
- 1989 : Cheb rassi - CMD
- 1990 : Diri day day - Megamix

Compilations
- 1990 : Spécial raï - Éditions MK7
- 1993 : La diva du rai - Buda/Mélodie
- 2004 : Souvenirs - Créon Music/M10